# Rhynchocidaris
Rhynchocidaris is een geslacht van zee-egels uit de familie Ctenocidaridae.

## Soorten
- Rhynchocidaris triplopora (Mortensen, 1909)